# Új Csók híd (Békés)
Az Új Csók híd egy Békés városában található gyalogos híd. Az Élővíz-csatorna fölött ível át, nevét a régi Csók híd után kapta.

## Története

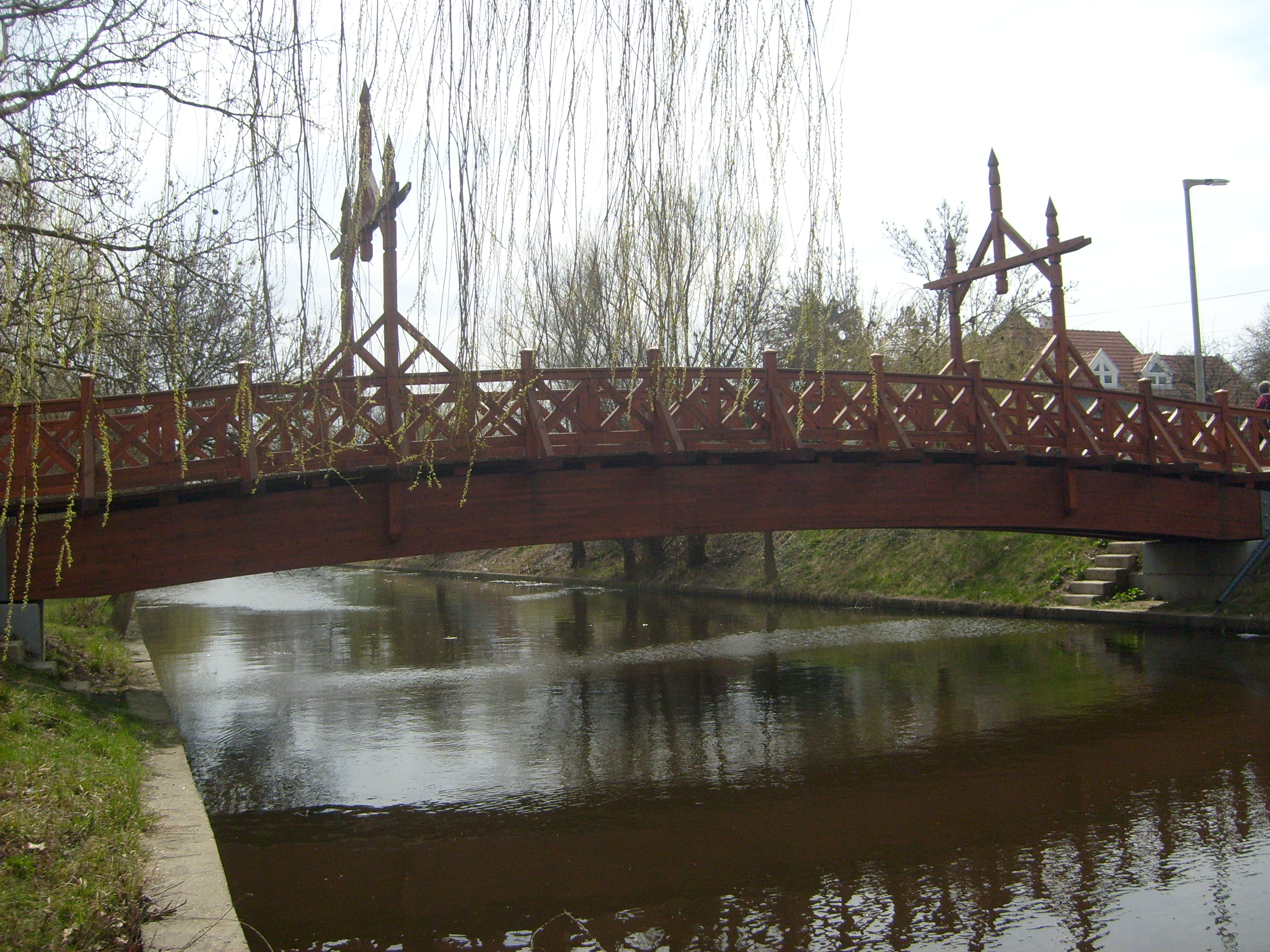
A híd oldalnézetből

A hidat a Körösök Völgye Natúrpark Kiemelten Közhasznú Egyesület terveztette. A tervezői Bánfi Ádám és Latorczai Balázs voltak. A híd az Erzsébet ligeti híddal együtt egy Európai Unió által támogatott ökoturisztikai beruházás részeként épült, átadása 2007. május 15-én történt, az ökoturisztikai projekt 2007. június 30-án valósult meg teljes egészében. A híd szerkezete hasonlít a régi Csók híd szerkezetéhez, amely Csók Zugnál állt, egészen az 1960-as évekig, mikor a régi fahíd helyére egy korszerű vasbeton szerkezetű gerendahíd épült. A régi Csók híd szerkezetéhez képest változás, hogy az új Csók híd felülete enyhén ívelt valamint a csatorna medrében nem igényel külön alátámasztást a korszerűbb tartószerkezetnek köszönhetően. Az új híd 15,6 méter hosszú és 2,25 méter széles. A híd járófelülete az Erzsébet Ligeti hídhoz hasonlóan fából készült a hídfők vasbeton szerkezetűek.